# Elisabeth Zellweger
Elisabeth Zellweger, född 1884, död 1957, var en schweizisk feminist.
Hon spelade en framträdande roll i kampanjen för införandet av rösträtt för kvinnor i Schweiz, och var ordförande för Bund Schweizerischer Frauenvereine 1920-1929. 